# Жимолость монетолистная
Жи́молость монетоли́стная, или жи́молость монетоли́стая, или жи́молость перси́дская (лат. Lonicera nummulariifolia, syn. Lonicera persica), — древесное растение (высокий кустарник или дерево), вид рода Жимолость (Lonicera) семейства Жимолостные (Caprifoliaceae). Встречается в Азии (в том числе на территории бывшего СССР), Северной Африке и Южной Европе. Ценное растение для укрепления почвы на склонах; используется при озеленении, иногда культивируется.
От других видов жимолости отличается в том числе полыми ветвями и белыми полупрозрачными плодами. В русскоязычной ботанической литературе до середины XX века растение было в большей степени известно под названием «жимолость персидская».

## Распространение
Растение приурочено к горным каменистым и щебнистым склонам среднего пояса гор (c горно-степными или горно-лесными ландшафтами), иногда проникая в субальпийский пояс, растёт по склонам гор и ущелий, по скалистым берегам рек, среди древесных и кустарниковых зарослей.
Встречается в Средней, Передней и Южной Азии, а также в Ливии и Греции. Из среднеазиатских стран встречается в Казахстане, Кыргызстане, Таджикистане, Туркменистане и Узбекистане, из стран Передней Азии — в Афганистане, Израиле (только на самом севере страны, на территории горного массива Хермон), Ираке, Иране, Ливане, Сирии и Турции, из стран Южной Азии — в Пакистане.
В Туркменистане является обычным растением для гор Бадхызского заповедника (Марыйский велаят), растёт здесь на щебнистых склонах, под фисташковыми деревьями (Pistacia vera).

## Биологическое описание
Листопадные прямостоячие кустарники высотой от 1 м (иногда от 0,5 м) до 3 м (по другим сведениям, могут быть высотой более 5 м) — либо деревья высотой от 3 до 5 м (изредка до 8 м и даже до 10 м). Диаметр ствола может достигать 20 см. Ветви растений большей частью полые, поскольку их сердцевина быстро разрушается.
Корневая система — тонко разветвлённая, широко простёртая.
Листья супротивные, цельнокрайные, широкояйцевидные или продолговато-яйцевидные (реже обратнояйцевидные), иногда эллиптической формы, длиной от 2 до 4,5 см, шириной — от 2 до 5 см (по другим данным — длиной от 2 до 3 см, шириной — от 1,5 до 2 см). Верхушки листьев — выемчатые либо тупые, реже заострённые (обычно с коротким остриём). Основания листьев — округлые или клиновидные. Длина черешков — от 4 до 8 мм. С обеих сторон листья более или менее опушённые.
Цветоносные побеги развиваются в пазухах почти всех (кроме самых нижних) листьев молодых побегов, они совсем короткие, длиной от 2,5 (реже ещё более короткие) до 3 мм, то есть короче черешков. Цветки в парах. Прицветники железисто-опушённые, короче завязи. Прицветнички свободные, железисто-опушённые, мелкие, яйцевидные. Отгиб чашечки — белого цвета, перепончатый, глубоко надрезанный на пять почти равных реснитчатых долей, по размеру почти равен завязи. Доли чашечки треугольные, железисто-опушённые, длиной около 1,5 мм. Венчик двугубый, не липкий; трубка венчика короче лепестков. Снаружи венчик покрыт мелкими бархатистыми волосками; в начале цветения он имеет розовато-белую окраску (бледно-розовую с фиолетовым оттенком), к концу цветения желтеет; длиной от 17 до 23 мм. Тычинок пять, они прикреплены к трубке венчика. Пестик — с 2—3-гнёздной завязью, длинным тонким столбиком и головчатым рыльцем.
Плод — одиночная (не сросшаяся с другими, как это бывает у некоторых видов жимолости) беловатая полупрозрачная шаровидная ягода с двумя-тремя семенами. Семя плоское, округло-эллипсоидальное, чёрно-фиолетового цвета, длиной от 4,5 до 5 мм. Растения цветут в мае — июне, плодоносят в июле — сентябре.

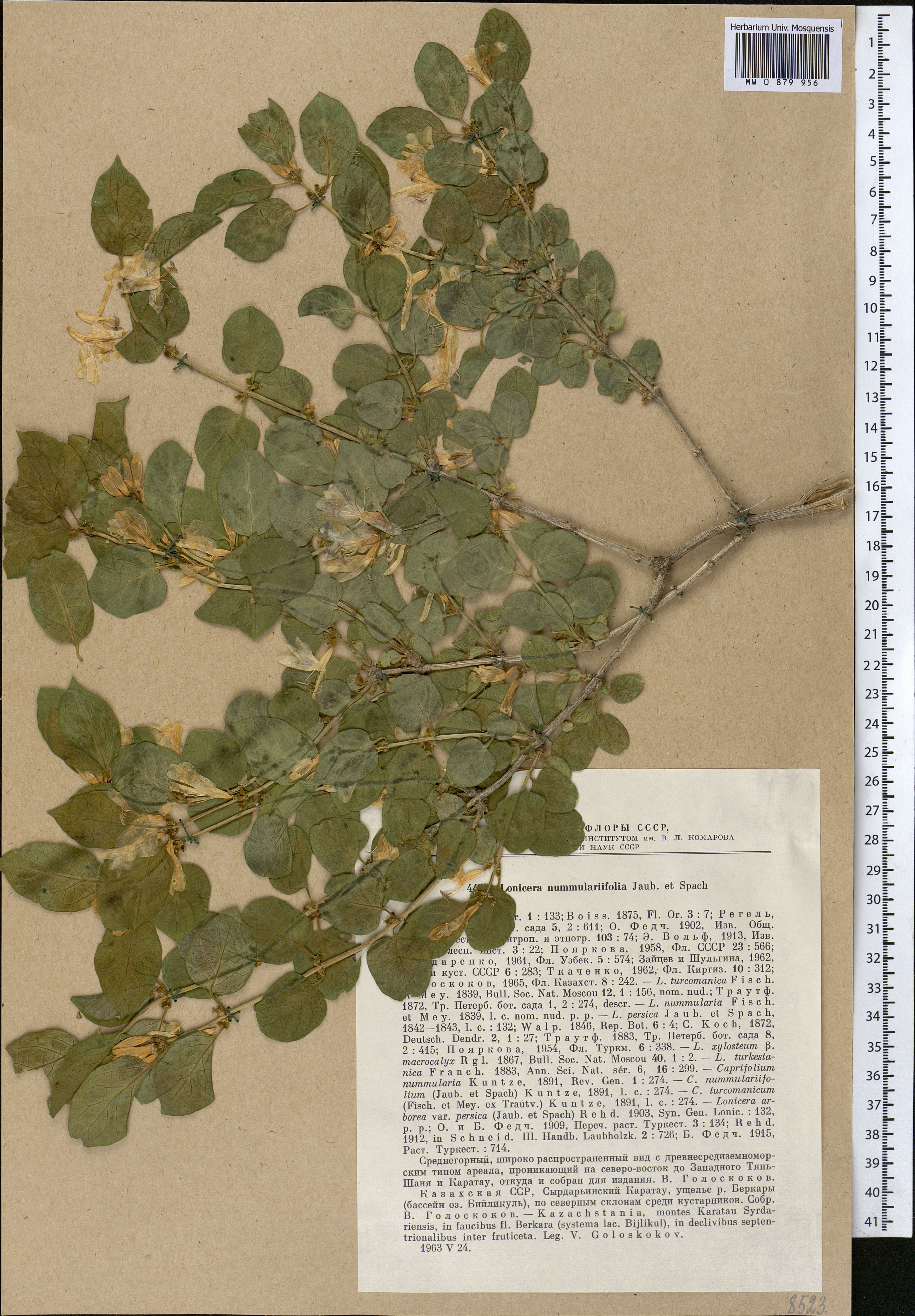
Жимолость монетолистная, образец из Гербария Московского государственного университета. Хребет Каратау (западный Тянь-Шань)

От других видов жимолости, распространённых в местах произрастания этого вида, отличается полыми ветвями (у многих видов ветви не полые, а заполнены белой сердцевиной), формой листьев, длиной цветоносных побегов и цветом плодов (у других видов они могут быть не белыми, а красными или чёрными).

## Культивирование, использование
Жимолость монетолистная по причине широко простёртой корневой системы является ценным растением с точки зрения укрепления почвы на крутых склонах, предотвращения её смыва. Этот вид также пригоден для мелиорации неорошаемых склонов гор на высотах от 1000 до 1500 м над уровнем моря. Обладая дымо- и газоустойчивыми свойствами, растение может быть рекомендовано для использования при озеленении городов и посёлков.
Растение весьма декоративно, особенно в период цветения; оно хорошо смотрится также и в период плодоношения, когда белые плоды, похожие на жемчуг, висят на фоне седоватых листьев. Вместе с тем имеются сведения, что на территории бывшего СССР растение остаётся декоративным лишь при его культивировании в Средней Азии.
Зона морозостойкости этого вида — 5 (то есть растение может выдерживать понижение температуры примерно до минус 30 °C).
В 1881 году жимолость монетолистная была интродуцирована Санкт-Петербургским ботаническим садом. В СССР растения этого вида выращивались в Москве на открытом участке в Главном ботаническом саду РАН из семян, собранных в Таджикистане и Узбекистане (в том числе в Чаткальском заповеднике); кусты достигали высоты 2,3 м, вегетация происходила с апреля по октябрь, цветение — в июне — июле, плодоношение — в июле — сентябре. Успешно выращивались растения и на Лесостепной опытной станции (Орловская область), где зимовали без повреждений; в Киеве растения плодоносили, показав себя вполне зимостойкими, столь же хорошо растения показали себя в высокогорном Памирском ботаническом саду (Хорог, Таджикистан). В Ленинграде, однако, растения большей частью повреждались морозами и вредителями.

## Таксономия

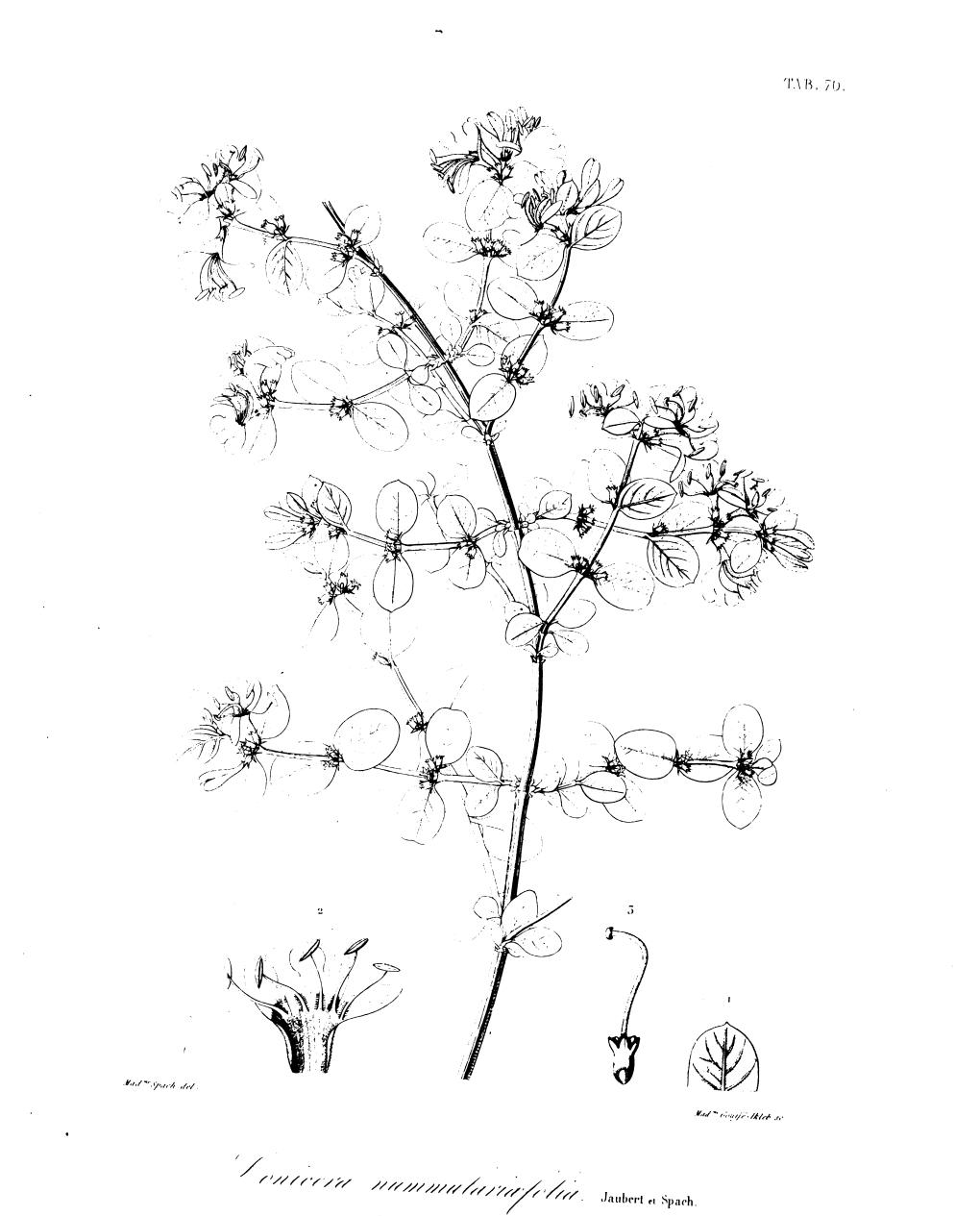
Lonicera nummulariifolia (nummulariæfolia). Ботаническая иллюстрация из первого тома Illustrationes plantarum orientalium Жобера и Шпаха, в котором был впервые описан данный вид

Первое действительное описание Lonicera nummulariifolia (видовой эпитет был записан несколько в иной форме, чем та, что используется сейчас — nummulariæfolia) было опубликовано в 1843 году в Париже в первом томе пятитомного труда французских ботаников Ипполита Жобера и Эдуарда Шпаха Illustrationes plantarum orientalium (Ill. Pl. Orient. 1(7): t. 70; 1(8): 133. 1843). Вид был описан из Ливана (Crescit in Libano). Издание представляло собой иллюстрированное описание растений «с Востока» и издавалось с 1842 по 1857 год. Тома издавались по частям, первые части первого тома вышли в 1842 году (из-за чего в некоторых источниках этот год указан как год описания таксона), а та часть тома, в которой было описание Lonicera nummulariifolia, вышла в августе 1843 года.
В том же первом томе Жобером и Шпахом был описан вид Lonicera persica, однако уже в 1875 году швейцарский ботаник Пьер Буассье объединил эти два таксона в третьем томе своего сочинения Flora Orientalis : sive, Enumeratio plantarum in Oriente a Graecia et Aegypto ad Indiae fines hucusque observatarum («Флора Востока, или Обзорный перечень растений, имеющихся на Востоке от Греции и Египта до Индии»). Как позже писала Антонина Пояркова во «Флоре СССР», эти два вида, описанные одновременно, «на основании имеющихся материалов не могут быть различены». В качестве действительного названия Буассье принял Lonicera nummulariifolia (в форме nummularifolia), а название Lonicera persica поставил ему в синонимы. Вместе с тем Пояркова отмечала, что последнее название было к моменту выпуска соответствующего тома «Флоры СССР» в 1958 году более распространено в русскоязычной ботанической литературе: например, под этим названием вид был описан в 6-м томе «Флоры Туркмении» (1954).

### Синонимы
В синонимику вида входят следующие названия:
- Caprifolium nummularia (Jaub. & Spach) Kuntze (1891)[10]
- Caprifolium nummulariifolium (Jaub. & Spach) Kuntze (1891)[23]
- Lonicera arborea var. persica (Jaub. & Spach) Rehder (1903)[9]
- Lonicera kurdistana Schlecht. ex Boiss. (1875)[10]
- Lonicera kurdistana Schlecht. ex Regel[27]
- Lonicera kurdistana Steud. ex Hohen.[27]
- Lonicera luschanii Stapf[27]
- Lonicera nummularia Fisch. & C.A.Mey. (1839)[10]
- Lonicera nummulariaefolia Jaub. & Spach (1843), orth. var.[9]
- Lonicera nummularifolia Jaub. & Spach (1843), orth. var.[25]
- Lonicera persica Jaub. & Spach (1843)[9]
- Lonicera turcomanica Fisch. & C.A.Mey. (1839)[10]
- Lonicera turkestanica Franch. (1883)[10]
- Lonicera xylosteum β macrocalyx Regel[27]